# Consolemania
Consolemania è stata la rivista mensile dedicata ai videogiochi per console più longeva nella storia dell'editoria italiana. Controparte naturale di The Games Machine, è stata anch'essa pubblicata dalla Xenia Edizioni con la sola esclusione dell'ultimo numero, pubblicato da Future Media Italy. La storia di Consolemania è durata senza interruzioni per un periodo di 14 anni, da ottobre 1991 a ottobre 2005.
L'ideatore di Consolemania fu Stefano Gallarini che ne fu anche il direttore dal 2005 al 2007 (compariva come caporedattore del primo numero poiché all'epoca non era ancora iscritto all'Albo), attualmente speaker su Radio Monte Carlo. A esso subentrò Alex Rossetto già dal numero 2; dal numero 101 lo sostituì Marco Auletta.

## Elenco uscite
|      | Gen | Feb | Mar | Apr | Mag | Giu | Lug | Ago | Set | Ott | Nov | Dic |
| ---- | --- | --- | --- | --- | --- | --- | --- | --- | --- | --- | --- | --- |
| 1991 |     |     |     |     |     |     |     |     |     | 1   | 2   | 3   |
| 1992 | 4   | 5   | 6   | 7   | 8   | 9   | 10  | 10  | 11  | 12  | 13  | 14  |
| 1993 | 15  | 16  | 17  | 18  | 19  | 20  | 21  | 21  | 22  | 23  | 24  | 25  |
| 1994 | 26  | 27  | 28  | 29  | 30  | 31  | 32  | 32  | 33  | 34  | 35  | 36  |
| 1995 | 37  | 38  | 39  | 40  | 41  | 42  | 43  | 43  | 44  | 45  | 46  | 47  |
| 1996 | 48  | 49  | 50  | 51  | 52  | 53  | 54  | 54  | 55  | 56  | 57  | 58  |
| 1997 | 59  | 60  | 61  | 62  | 63  | 64  | 65  | 65  | 66  | 67  | 68  | 69  |
| 1998 | 70  | 71  | 72  | 73  | 74  | 75  | 76  | 76  | 77  | 78  | 79  | 80  |
| 1999 | 81  | 82  | 83  | 84  | 85  | 86  | 87  | 87  | 88  | 89  | 90  | 91  |
| 2000 | 92  | 93  | 94  | 95  | 96  | 97  | 98  | 98  | 99  | 100 | 101 | 102 |
| 2001 | 103 | 104 | 105 | 106 | 107 | 108 | 109 | 109 | 110 | 111 | 112 | 113 |
| 2002 | 114 | 115 | 116 | 117 | 118 | 119 | 120 | 120 | 121 | 122 | 123 | 124 |
| 2003 | 125 | 126 | 127 | 128 | 129 | 130 | 131 | 131 | 132 | 133 | 134 | 135 |
| 2004 | 136 | 137 | 138 | 139 | 140 | 141 | 142 | 142 | 143 | 144 | 145 | 146 |
| 2005 | 147 | 148 | 149 | 150 | 151 | 152 | 153 | 153 | 154 | 155 |     |     |